# Igarapé do Meio
Igarapé do Meio est une municipalité brésilienne située dans l'État du Maranhão.